# Майнцская республика

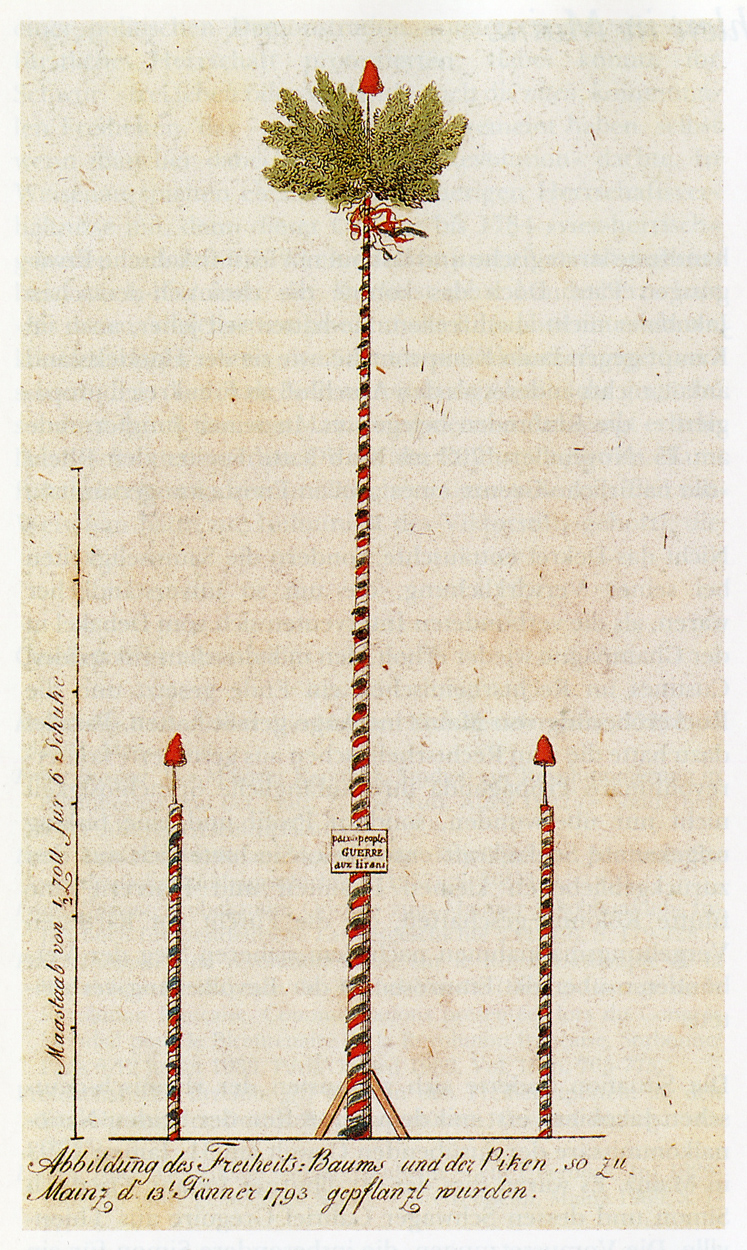
Дерево свободы, возведённое в Майнце в январе 1793 г.

Майнцская республика (нем. Mainzer Republik), также Рейнско-Немецкое свободное государство (нем. Rheinisch-Deutscher Freistaat) — одна из дочерних республик Франции, а также первое демократическое государство на территории современной Германии, существовавшее с 18 марта по 22 июля 1793 года. Майнцская республика появилась под влиянием идей Великой французской революции.

## История
21 октября 1792 года город Майнц был занят французскими революционными войсками генерала Кюстина. Вопреки ожиданиям, Кюстин после занятия города проявил большую снисходительность к простому населению. Его целью было построить прочную базу в Майнце в качестве отправной точки и плацдарма для дальнейших действий в будущем.

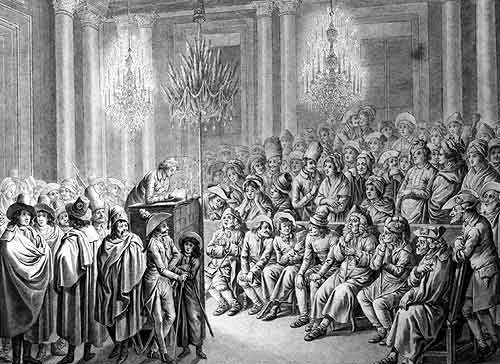
Собрание Якобинского клуба Майнца

23 октября в городе появилось «Общество друзей свободы и равенства», которое копировало Якобинский клуб. Как и его более поздние секции в Шпейере и Вормсе, оно защищало идеалы свободы, равенства, братства и создания немецкой республики в духе Просвещения. В общество входили врачи, юристы, профессора и студенты университета, купцы. В конечном итоге в клубе было 492 зарегистрированных члена. Его лидером после Фридриха Георга Папе, бывшего каноника и редактора городской газеты, стал Георг Форстер. Немецкие якобинцы массово пропагандировали идеи Французской революции в городах и деревнях — брошюрами, плакатами, прокламациями, а также демонстративными пропагандистскими акциями, такими как возведение деревья свободы. Форстер, а также некоторые другие члены общества, вошли в состав новой администрации, созданной французами.
В середине декабря 1792 года опрос показал, что в 29 из 40 опрошенных муниципалитетов большинство избирателей (мужчины в возрасте 21 года и старше) выступали за реорганизацию государственной системы по французской модели. 15 декабря французский Конвент издал в Майнце декрет, провозглашавший суверенитет народа. При этом также была проведена полная отмена феодальных пережитков и повинностей.
В начале 1793 года в Майнце появились комиссары Конвента. Вместе с немецкими якобинцами они должны были подготовить выборы в муниципалитеты и в учредительное собрание, но потребовали, чтобы все избиратели заранее принесли присягу принципам революции. От этой присяги во многих местах отказывались, а якобинцы даже время от времени репрессировали население. Выборы в Рейнско-Немецкий национальный конвент 24 февраля 1793 года были достаточно демократичными по меркам того времени. 126 городов и деревень из районов левого берега Рейна и к югу от Наэ направили в общей сложности 128 представителей в Майнц, где под председательством Андреаса Йозефа Хофмана 17 марта 1793 года открылся собственный Рейнско-немецкий национальный Конвент (нем. Rheinisch-Deutscher Nationalkonvent), отделивший Майнц и окружавшую его территорию от Священной римской империи и лишивший власти архиепископа-курфюрста. При этом территория от Ландау до Бингена была объявлена «свободным, независимым и неделимым государством, основанным на законах свободы и равенства». Делегаты осознавали, что Майнцская республика сама по себе нежизнеспособна. Поэтому 23 марта 1793 года решили обратиться к Конвенту в Париже с просьбой о присоединении к Франции. Туда была отправлена делегация в составе Георга Форстера, Адама Люкса и купца Андреаса Патоцкого. 30 марта Французский Конвент единогласно принял предложение депутатов Майнца.
Однако это решение уже не имело никакого практического значения. Тем временем прусские войска продвинулись на территорию нового государства и в апреле 1793 года начали осаду Майнца. За четыре месяца с момента провозглашения до капитуляции 23 июля территория Майнцской республики ограничивалась одним городом. Французская армия была вынуждена капитулировать, а войска коалиции восстановили власть курфюрста и начали проводить репрессии против так называемых «майнцских клубистов», то есть членов «Общества друзей свободы и равенства» и активных участников революционного движения. Многие из них были заключены в тюрьму, а их имущество было конфисковано.